# William S. Kenyon
William S. Kenyon (Elyria, 1869. június 10. – Sagadahoc megye, 1933. szeptember 9.) az Amerikai Egyesült Államok szenátora (Iowa, 1911–1922).